# Список письменників-фантастів
Список включає письменників, що внесли помітний внесок до фантастики. Письменників у списку згруповано за обсягом літературного внеску до жанру, а саме за словниковим внеском. Враховано кількість слів прозових та поетичних творів авторів, створених у будь-якому з піджанрів фантастичної літератури, а також окремі нехудожні твори, серед останніх критичні, навчальні, біографічні, збережені епістолярні та інші твори, що мають той чи інший стосунок до фантастики, а також науково-популярні, наукові та інші книги, статті та есе, що присвячені темам та сюжетам, що є основою тих чи інших фантастичних творів чи обігруються в них. Натомість реалістичні прозові та поетичні художні твори та нехудожні твори, присвячені темам, недотичним до фантастики, до доробку автора не включено. Дати та місця народження та смерті наведено станом відповідно до сучасних календаря та реалій.

## Понад 5 мільйонів слів (20 і більше тисяч сторінок по 250 слів в середньому на кожній)
- Айзек Азімов (англ. Isaac Asimov) (2 січня 1920, Петровичі [be], Смоленська область, Російська Федерація — 6 квітня 1992, Мангеттен, Нью-Йорк, штат Нью-Йорк, США)[1] (англ.)
- Жан-П'єр Андревон (фр. Jean-Pierre Andrevon) (19 вересня 1937, Бургуен-Жальє, департамент Ізер, регіон Овернь-Рона-Альпи, Франція — )[2] (фр.)
- Кевін Дж. Андерсон (англ. Kevin J. Anderson) (27 березня 1962, Расін, штат Вісконсин, США — )[3] (англ.)
- Пол Андерсон (англ. Poul Anderson) (25 листопада 1926, Бристоль, Пенсільванія, США — 31 липня 2001, Оринда, штат Каліфорнія)[4] (англ.)
- Бен Бова (англ. Ben Bova) (8 листопада 1932, Філадельфія, Пенсільванія — 29 листопада 2020)[5] (англ.)
- Серж Брюссоло[en] (фр. Serge Brussolo) (31 травня 1951, Париж, Іль-де-Франс, Франція — )[6] (англ.)
- Маргарет Вайс (англ. Margaret Weis) (16 березня, 1948, Індепенденс (Міссурі), округ Джексон штат Міссурі, США — )[7] (англ.)[8] (рос.)
- Дейвід Вебер (англ. David Weber) (24 жовтня 1952, Клівленд  — )[9] (англ.)
- Анрі Вернс (фр. Henri Vernes) (16 жовтня 1918 — 25 липня 2021)[10] (фр.)
- Ф. Пол Вілсон (англ. F. Paul Wilson) (17 травня 1946, Джерсі-Ситі, штат Нью-Джерсі,США — )[11] (англ.)
- Трейсі Гікмен[en] (англ. Tracy Hickman) (26 жовтня, 1955, Солт-Лейк-ситі, округ Солт-Лейк, штат Юта,  США — )[12] (англ.)[13] (рос.)
- Василь Головачов (рос. Василий Васильевич Головачёв, укр. Василь Васильович Головачов) (21 червня 1948, Жуковка, Брянська область, Російська Федерація — )[14] (рос.)
- Вольфґанґ Гольбайн (нім. Wolfgang Hohlbein) (15 серпня 1953, Ваймар, земля Тюрингія, Німеччина)[15] (англ.)
- Дмитро Громов (укр. Дмитро Євгенович Громов) (30 березня 1963, Сімферополь, Автономна Республіка Крим, Україна)[16] (рос.)[17] (рос.)
- Джиммі Ґійо[fr] (фр. Jimmy Guieu) (19 березня 1926, Екс-ан-Прованс, департамент Буш-дю-Рон, регіон Прованс — Альпи — Лазурове узбережжя, Франція — 2 січня 2000, Вернує, департамент Ер та Луар, регіон Центр — Долина Луари, Франція)[18] (англ.)
- Рон Ґуларт[en] (англ. Ron Goulart) (13 січня 1933, Берклі, штат Каліфорнія, США — 14 січня 2022, Риджфілд, штат Коннектикут, США)[19] [20](англ.)
- Кларк Дарльтон (нім. Clark Darlton) (13 червня 1920, Кобленц, земля Рейнланд-Пфальц, Німеччина — 15 січня 2005 року, Зальцбург, земля Зальцбурґ,Австрія)[21] (англ.)
- Дейвід Дрейк (англ. David Drake) (24 вересня 1945 р., Дюбюк, штат Айова, США — )[22] (англ.)
- Пірс Ентоні (англ. Piers Anthony) (6 серпня 1934, Оксфорд, Велика Британія — )[23] (англ.) до
- Орсон Скотт Кард (англ. Orson Scott Card) (24 серпня 1951, Річленд, штат Вашингтон — )[24] (англ.)
- Мартін Кейдін (англ. Martin Caidin) ( 14 вересня 1927, Нью-Йорк, штат Нью-Йорк, США — 24 березня 1997, Таллахассі, штат Флорида, США)[25] (англ.)
- Cтівен Кінг (англ. Stephen King) (21 вересня 1947, Портленд, штат Мен, США  — ) [26] (англ.)
- Дін Р. Кунц (англ. Dean R. Koontz) (9 липня 1945, Еверетт, штат Пенсильванія, США  — ) [27] (англ.)
- Олег Ладиженський (англ. Олег Семенович Ладиженський) (23 березня 1963, Харків, Харківська область, Україна)[28](рос.)[17] (рос.)
- Мерседес Лекі (англ. Mercedes Lackey) (24 червня 1950, Чикаго, штат Іллінойс, США — ) [29] (англ.)
- Теніт Лі (англ. Tanith Lee) (19 вересня 1947, Лондон, Англія —  24 травня 2015, Східний Сассекс, Англія, Велика Британія)[30] (англ.)
- Моріс Ліма[fr] (фр. Maurice Limat) (23 вересня 1914, Париж, Іль-де-Франс, Франція — 23 січня 2002, Севр, О-де-Сен, регіон Іль-де-Франс, Франція)[31] (англ.)
- Енн Маккефрі (англ. Anne McCaffrey), (1 квітня 1926, Кембридж, Массачусетс — 21 листопада 2011), Драгонголд-Андергілл, графство Віклов, Ірландія)[32] (англ.)
- Віктор Мілан[en] (англ. Victor Milán) (8 серпня 1954,  Талса,  штат Оклахома, США — 13 лютого 2018, США)[33] (англ.)[34](англ.)
- Ліланд Е. Модезіт-молодший[en] (англ. Leland E. Modesitt, Jr.) (19 жовтня, 1943, Денвер, штат Колорадо, США — )[35] (англ.)[36] (рос.)
- Майкл Муркок (англ. Michael Moorcock) (18 грудня 1939, Мітчем, Велика Британія — )[37] (англ.)
- Ларрі Нівен (англ. Larry Niven) (30 квітня 1938, Лос-Анджелес — )[38] (англ.)
- Андре Нортон (англ. Andre Norton) (17 лютого 1912 р., Клівленд, США — 14 березня 2005, Мерфрісборо, Теннессі, США)[39] (англ.)
- Браєн В. Олдіс (англ. Brian W. Aldiss) ( 18 серпня 1925, Іст-Дерем, Норфолк, Велика Британія — 19 серпня 2017) )[40] (англ.)
- П'єр Пело[fr] (фр. Pierre Pelot) (13 листопада 1945, Сен-Моріс-сюр-Мозель, кантон  Ле-Тійо, округ Епіналь, департамент Вогези, регіон Гранд-Ест, Франція — )[41] (фр.)
- Террі Претчетт (англ. Terry Pratchett) (28 квітня 1948, Біконсфілд[en], церемоніальне графство  Бакінгемшир, регіон Південно-Східна Англія, Англія, Велика Британія — 12 березня 2015, Брод Чолк[en], графство Вілтшир, регіон Південно-Західна Англія,  Англія, Велика Британія)[42] (англ.)
- Крістін Кетрін Раш (англ. Kristine Kathryn Rusch) (4 червня 1960, Оніонта (Нью-Йорк) — )[43] (англ.)
- Майк Резник (англ. Mike Resnick) ( 5 березня 1942, [[]], Іллінойс, США — 9 січня 2020, Цинциннаті, Огайо)[44] (англ.)
- Роберт Е. Сальваторе (англ. Robert A. Salvatore) (20 січня, 1959, Леомінстер, штат Массачусетс, США — ) [45] (англ.)[46] (рос.)
- Брендон Сендерсон (англ. Brandon Sanderson) (19 грудня 1975, Лінкольн, Небраска, США — )[47] (англ.)
- Роберт Сілвеберґ (англ. Robert Silverberg) (15 січня 1935, Бруклін, Нью-Йорк, США — )[48] (англ.)
- Браян Стейблфорд (англ. Brian Stableford) (25 липня 1948, Шиплі, Західний Йоркшир[en], Йоркшир, Англія, Велика Британія — 24 лютого 2024, Свонсі, Західний Гламорган/ Свонсі, Вельс, Велика Британія)[49] (англ.)
- Едвін Ч. Табб[en] (англ. Edwin Charles Tubb) (15 жовтня 1919, Лондон, Велика Британія  — 10.09.2010, Лондон, Велика Британія)[50] (англ.)
- Ерік Флінт (англ. Eric Flint) (6 лютого 1947, Бербанк, штат Каліфорнія, США — 17 липня 2022, Іст-Чикаго, штат Індіана, США)[51] (англ.)
- Алан Дін Фостер (англ. Alan Dean Foster) (18 листопада 1946, Нью-Йорк, США — )[52] (англ.)
- Рьо Ханмура (яп. 半村良) (27 жовтня, 1933, Токіо, префектура Айті, Японія  — 4 березня, 2002, Токіо[en], префектура Токіо, Японія)[53][54] (англ.)
- Ясутака Цуцуй (яп. 筒井 康隆) (24 вересня 1934, Осака, префектура Осака, Японія — )[55][56] (англ.)
- Керолайн Дж. Черрі (англ. Carolyn J. Cherry) (1 вересня 1942 р., Сент-Луїс, штат Міссурі, США — )[57] (англ.)
- Челсі Квін Ярбро (англ. Chelsea Quinn Yarbro) (15 вересня 1942, Берклі, Каліфорнія — )[58] (англ.)

## Від 2,5 до 5 мільйонів слів (від 10 до 20 тисяч сторінок по 250 слів в середньому на кожній)
- Кетрін Азаро (англ. Catherine Asaro) (6 листопада 1955, Окленд, штат Каліфорнія, США — )[59] (англ.)
- Джоан Айкен (англ. Joan Aiken) (4 вересня 1924, Рай, Східний Сассекс, регіон Південно-Східна Англія, Англія, Велика Британія — 4 січня 2004, Петворс, Західний Сассекс, регіон Південно-Східна Англія, Англія, Велика Британія)[60] (англ.)
- Жорж-Жан Арно[fr] (фр. Georges-Jean Arnaud) (3 липня 1928, Сен-Жиль, Ґар, Окситанія, Франція — 26 квітня 2020, Ла-Лонд-ле-Мор, департамент Вар, регіон Іль-де-Франс, Франція)[61] (англ.)
- П'єр Барбе[fr] (фр. Pierre Barbet) (16 травня 1925, Ле-Ман, Сарта, регіон Пеї-де-ла-Луар, Франція — 20 липня 1995, Неї-сюр-Сен, департамент О-де-Сен, регіон Прованс — Альпи — Лазурове узбережжя, Франція)[62] (англ.)
- Кеннет Балмер[en] (англ. Kenneth Bulmer) (14 січня 1921, Лондон, Велика Британія  — 16 грудня 2005, Роял Таунбрідж Веллс[en], Кент, Велика Британія)[63] (англ.)
- Едгар Райс Барроуз (англ. Edgar Rice Burroughs) (1 вересня 1875, Чикаго, Іллінойс, США – 19 березня 1950, Енсіно, Каліфорнія, США)[64] (англ.)
- Стівен Бекстер (англ. Stephen Baxter) (13 листопада 1957, Ліверпуль, Церемоніальне графство Мерсісайд, регіон Північно-Західна Англія, Англія, Велика Британія — )[65] (англ.)
- Анрі Бессьєр[fr] (фр. Henri Bessière) (20 серпня 1923, Безьє, департамент Еро, регіон Окситанія, Франція — 22 грудня 2011, Безьє, департамент Еро, регіон Окситанія, Франція)[66] (англ.)
- Ґреґ Бір (англ. Greg Bear) (20 липня 1951, Сан-Дієго, Каліфорнія, США — 19 листопада 2022)[67] (англ.)
- Роберт Блох (англ. Robert Bloch) (5 квітня 1917, Чикаго, штат Іллінойс, США — 23 вересня 1994, Лос-Анджелес, штат Каліфорнія, США)[68] (англ.)
- Джон Браннер (англ. John Brunner) (24 вересня 1934, Воллінгфорд, Оксфордшир, Англія, Велика Британія 25 серпня 1995, Глазго, Шотландія, Велика Британія)[69] (англ.)
- Рей Бредбері (англ. Ray Bradbury) (22 серпня 1920, Вокіґан, штат Іллінойс, США – 5 червня 2012, Лос-Анджелес, штат Каліфорнія, США)[70] (англ.)
- Дейвід Брін (англ. David Brin) (6 жовтня 1950 р., Ґлендейл, Лос-Анджелес, штат Каліфорнія, США — )[71] (англ.)
- Демьєн Бродерік (англ. Damien Broderick) (22 квітня 1944, Перт, штат Західна Австралія, Австралія) — )[72] (англ.)
- Террі Брукс (англ. Terry Brooks) (8 січня 1944, Стерлін, Вайтсайд округ Вайтсайд штат Іллінойс, США — )[73] (англ.)
- Лоїс Макмастер Буджолд (англ. Lois McMaster Bujold) (2 листопада 1949, Коламбус), штат Огайо, США — )[74] (англ.)
- Кир Буличов (рос. Кир Булычёв) (18 жовтня 1934, Москва, Російська Федерація — 5 вересня 2003, Москва, Російська Федерація)[75] (рос.)
- Герберт Дж. Веллс (англ. Herbert G. Wells) (21 вересня 1866, Бромлі, графство Кент, Англія, Велика Британія — 13 серпня 1946, Лондон, Англія, Велика Британія)[76] (англ.)
- Альфред Е. ван Вогт (англ. Alfred E. van Vogt) (26 квітня 1912, Гретна, Вінніпег, Манітоба, Канада — 26 січня 2000, Лос-Анджелес, США)[77] (англ.)
- Джек Венс (англ. Jack Vance) (28 серпня 1916, Сан-Франциско, Каліфорнія, США — 26 травня 2013), м. Окленд, штат Каліфорнія, США)[78] (англ.)
- Кейт Вільгельм (англ. Kate Wilhelm) (18 червня 1928, Толідо, штат Огайо, США — 8 березня 2018, штат Юджин, Орегон, США)[79] (англ.)
- Джек Вільямсон (англ. Jack Williamson) (29 квітня 1908, Бісбі, штат Аризона, США — 2 листопада 2006, м. Порталес, штат Нью-Мексико, США)[80] (англ.)
- Елізабет Вонарбур (фр. Élisabeth Vonarburg) (5 серпня 1947, Париж, регіон Іль-де-Франс, Франція — )[81] (англ.)[82] (фр.)[83] (фр.)
- Аєн Вотсон[en] (англ. Ian Watson) (14 січня 1943, Сент-Олбанс, Гартфордшир, Англія, Велика Британія — )[84] (англ.)
- Джин Вулф (англ. Gene Wolfe)  (7 травня, 1931, Нью-Йорк, штат Нью-Йорк, США — 14 квітня 2019, Піорія, штат Іллінойс, США)[85] (англ.)
- Роберт Е. Гайнлайн (англ. Robert A. Heinlein) (7 липня 1907, Батлер, Міссурі, США — 8 травня 1988, Кармел-бай-те-Сі, Каліфорнія, США)[86] (англ.)
- Гаррі Гаррісон (англ. Harry Harrison) (12 березня 1925 —р., Стемфорд, штат Коннектикут, США — 15 серпня 2012, Брайтон, Брайтон і Гоув, графство Східний Сассекс, регіон Південно-Східна Англія, Англія, Велика Британія)[87] (англ.)
- Джеймс Е. Ґанн (англ. James E. Gunn) (12 липня 1923, Канзас-Сіті, штат Міссурі, США — 23 грудня 2020, Лоуренс, штат Канзас, США)[88] (англ.)
- Лорд Едвард Дансейні (англ. Edward Dunsany) (24 липня 1878 —р., Лондон, Англія, Велика Британія — 25 жовтня 1957, Даблін, Ірландія)[87] (англ.)
- Ґвінет Джоунз (англ. Gwyneth Jones) (14 лютого 1952, Манчестер, Великий Манчестер, Англія, Велика Британія)[89] (англ.)
- Даєн Вінн Джоунз (англ. Diana Wynne Jones) 16 серпня 1934, Лондон, Англія, Велика Британіяnbsp;— 26 березня 2011, Бристоль, Англія, Велика Британія))[90] (англ.)
- Гордон Р. Діксон (англ. Gordon R. Dickson) (1 листопада 1923, Едмонтон, провінція Альберта, Канада — 31 січня 2001, Ричфілд, штат Міннесота, США)[91] (англ.)
- Стівен Р. Дональдсон (англ. Stephen R. Donaldson) (13 травня, 1947, Клівленд, штат Огайо, США — )[92] (англ.)
- Даєн Дуейн[en] (англ. Diane Duane) (18 травня 1952, Нью-Йорк, штат Нью-Йорк, США — )[93] (англ.)
- Дейв Данкен[en] (англ. Dave Duncan) (30 червня 1933, Ньюпорт-на-Таї[en], область Файф, Шотландія, Велика Британія — 29 жовтня 2018, Вікторія, провінція Британська Колумбія, Канада)[94] (англ.)[95] (англ.)
- Марина Дяченко (укр. Марина Юріївна Дяченко) (23 січня 1968, Київ, Україна — )[96] (рос.)
- Сергій Дяченко (укр. Сергій Сергійович Дяченко) (14 квітня 1945, Київ, Україна — 5 травня 2022, Лос-Анджелес, штат Каліфорнія, США)<ref[97] (рос.)
- Гарлан Еллісон (англ. Harlan Ellison) (27 травня 1934, Клівленд, штат Огайо, США — 28 червня 2018, Лос-Анджелес, штат Каліфорнія, США)[98] (англ.)
- Андреас Ешбах (нім. Herbert W. Franke) (15 вересня 1959, Ульм, земля Баден-Вюртемберг, Німеччина — )[99] (англ.)
- Роджер Зелазні (англ. Roger Zelazny) (13 травня 1937, Клівленд, штат Огайо, США — 14 червня 1995, Санта-Фе, штат Нью-Мексико, США)[100] (англ.)
- Мішель Жьорі (фр. Michel Jeury}) (23 січня 1934,  Разак-д'Еме, департамент Дордонь, регіон Нова Аквітанія, Франція — 9 січня 2015, Везон-ла-Ромен, департамент Воклюз, регіон Прованс — Альпи — Лазуpове узбережжя, Франція)[101] (фр.)[102] (фр.)[103] (англ.)[104] (англ.)[105]
- Меріон Зіммер-Бредлі (англ. Marion Eleanor Zimmer Bradley) (3 червня 1930, 3 червня 1930, Олбані, Нью-Йорк, США — 25 вересня 1999, Берклі, Аламіда, Каліфорнія, США)[106] (англ.)
- Джейн Йолен (англ. Jane Yolen) (11 лютого 1939, Нью-Йорк, Нью-Йорк, США — )[107] (англ.)
- Чохей Канбаяші[ja] (яп. 神林長平) (10 липня 1953, Ніїґата, префектура Ніїґата, Японія —)[108] (англ.)[109] (англ.)
- Лін Картер (англ. Lin Carter) (9 червня 1930, Сент-Пітерсбург Флорида, США —  7 лютого 1988, Монтклер, Нью-Джерсі, США)[110] (англ.)
- Лайон Спреґ де Кемп (англ. Lyon Sprague de Camp) (27 листопада 1907, Нью-Йорк, Нью-Йорк, США — — 6 листопада 2000, Плано, Техас, США)[111] (англ.)
- Артур Ч. Кларк (англ. Arthur C. Clarke) (16 грудня 1917, Лондон, Велика Британія — 19 березня 2008, Коломбо, Коломбо, Шрі-Ланка)[112] (англ.)
- Владислав Крапивін (рос. Владислав Петрович Крапивин) (14 жовтня 1938, Тюмень, Омська область, Російська Федерація — 1 вересня 2020, Єкатеринбург, Свердловська область, Російська Федерація)[113] (рос.)
- Ненсі Кресс (англ. Nancy Kress) (20 січня 1948, Баффало, штат Нью-Йорк, США)[114] (англ.)
- Ґлен Кук (англ. Glen Cook) (9 липня 1944 р., Нью-Йорк, Нью-Йорк, США — )[115] (англ.)
- Робін  Кук (англ. Robert Cook) (4 травня 1944 р., Нью-Йорк, Нью-Йорк, США — )[116] (англ.)
- Луїза Купер[en] (англ. Louise Cooper) (29 травня 1952, Барнет [en], Гартфордшир, Англія, Велика Британія  — 21 жовтня 2009, [[]], [[]], Велика Британія)[117][118] (англ.)
- Кетрін Курц (англ. Katherine Kurtz) (18 жовтня 1944 р.,  Корал-Гейблс, округ Маямі-Дейд, штат Флорида, США — )[119] (англ.)
- Філіпп Кюрваль (фр. Philippe Curval}) (29 грудня 1929, Париж, департамент Париж, регіон Іль-де-Франс, Франція —   5 серпня 2023, Париж, департамент Париж, регіон Іль-де-Франс, Франція)[120] (фр.)[121] (фр.)[122] (англ.)[123] (англ.)
- Маррі Лайнстер (англ. Murray Leinster) (16 червня 1896 р., м. Норфолк, штат Вірджинія, США — 8 червня 1975 р., м. Ґлостер, штат Вірджинія, США)[124] (англ.)
- Урсула К. Ле Ґуїн (англ. Ursula K. Le Guin) (21 жовтня 1929, Берклі, штат Каліфорнія — 22 січня 2018, Портленд, штат Орегон)[125] (англ.)
- Річард Леймон (англ. Richard Laymon) (14 січня, 1947, Чикаго, штат Іллінойс, США — 14 лютого, 2001Лос-Анджелес, штат Каліфорнія, США)[126] (англ.)
- Шерон Лі[en] (англ. Sharon Lee) (11 вересня 1952, Балтимор, штат Меріленд, США — )[127] (англ.)[128](англ.)
- Деніс Ліндбом (швед. Dénis Lindbohm) (11 липня 1927, Транос, Йончопінґ, Швеція — 24 жовтня 2005, Мальме, Сконе, Швеція)[129][130] (англ.)
- Маргарет Ліндгольм (англ. Margaret Lindholm) (5 березня 1952, Берклі, штат Каліфорнія, США — )[131] (англ.)
- Чарльз де Лінт (англ. Charles de Lint), 22 грудня 1951 Бюссюм, Північна Голландія, Нідерланди — )[132] (англ.)
- Кіт Ломер (англ. Keith Laumer) (9 червня 1925, м.Сіракузи, Нью-Йорк, США — 8 червня 1993, м. Бруксвілл, Флорида, США)[133] (англ.)
- Кай Маєр[de]  (нім. Kai Meyer) (23 липня 1969, Любек, земля Шлезвіг-Гольштайн, Німеччина — )[134] (англ.)
- Джордж Р. Р. Мартін (англ. George R. R. Martin) (20 вересня 1948, Байонн, штат Нью-Джерсі, США)[135] (англ.)
- Джуліен Мей (англ. Julian May) (10 липня 1931, Чикаго, штат Іллінойс, США — 17 жовтня 2017, Беллв'ю, штат Вошингтон, США)[136] (англ.)[137](англ.)
- Cтів Міллер[en] (англ. Steve Miller) (31 липня 1950, Балтимор, штат Меріленд, США — 20 лютого 2024, США)[138] (англ.)[139](англ.)
- Едіт Несбіт (англ. Edith Nesbit) (15 серпня 1858, Кеннінгтон, Великий Лондон, Англія, Велика Британія — 4 травня 1924, Нью-Ромні, Кент, Англія Велика Британія)
- Єремій Парнов (рос. Еремей Иудович Парнов, укр. Еремій Йудович Парнов) (20 жовтня, 1935, Харків, Харківська область, україна — 18 березня 2009, Москва, Російська Федерація)[140] (рос.)
- Фредерик Пол (англ. Frederik Pohl) (26 листопада 1919, Нью-Йорк — 2 вересня 2013), Палатайн, округ Кук, Іллінойс, США))[141] (англ.)
- Джеррі Пурнелл (англ. Jerry Pournelle) (7 серпня 1933, Шривпорт, штат Луїзіана, США – 19 березня 2017, Студіо-сіті, Лос-Анджелес, штат Каліфорнія, США)[64] (англ.)
- Руді Ракер (англ. Rudy Rucker) (22 березня 1946, Луїсвілл, штат Кентуккі (США) — )[142] (англ.)[143](англ.)
- Елестер Рейнольдс (англ. Alastair Reynolds) (13 березня 1966, Баррі, Долина Гламорган, Вельс, Велика Британія — )[144] (англ.)
- Мак Рейнольдс (англ. Mack Reynolds) (11 листопада 1917, м. Коркоран, округ Кінґс, штат Каліфорнія, США — 30 січня 1983, м. Сан-Луїс-Потосі, Мексика)[145]
- Роберт Рід (англ. Robert Reed) (9 жовтня 1956,  Омаха, Небраска,  США — )[146] (англ.)
- Кім Стенлі Робінсон (англ. Kim Stanley Robinson) (23 березня 1952, Вокіґен, штат Іллінойс, США — )[147] (англ.)
- Марґіт Сандемо (норв. Margit Sandemo) (23 квітня 1924, Лена[en], фюльке Оппланн, Норвегія — 1 вересня 2018, Скіллінґе[en], Комуна Сімрісгамн, Сконе, Швеція)[148] (англ.)
- Фред Сейберхеген (англ. Fred Saberhagen) (18 травня 1930, Чикаго, штат Іллінойс, США — 29 червня 2007, Альбукерке, штат Нью-Мексико, США)[149] (англ.)
- Ден Сіммонс (англ. Dan Simmons) (4 квітня 1948, Пеорія, штат Іллінойс, США)[150] (англ.)[151] (рос.)
- Нормен Спінред (англ. Norman Spinrad) (15 вересня 1940, Нью-Йорк, штат Нью-Йорк, США — )[152] (англ.)
- Ніл Стівенсон (англ. Neal Stephenson, 31 жовтня 1959, Форт-Мід, округ Енн-Арундел, Мериленд, США — )[153] (англ.)
- Шері С. Теппер (англ. Sheri S. Tepper) (16 липня 1929, околиці Літтлтону, штат Колорадо, США — 22 жовтня 2016, Санта-Фе, штат Нью-Мексико, США)[154] (англ.)
- Джон Р. Р. Толкін (англ. John R. R. Tolkien) (3 січня, 1892, Блумфонтейн, Південна Африка — 2 вересня, 1973,  Дорсет, Англія, регіон Південно-Західна Англія, Англія, Велика Британія)[155] (англ.)
- Паскуаль Енґуінданос Усач[es] (ісп. Pascual Enguídanos Usach) (13 грудня, 1923, Льїрія, провінція Валенсія, автономна область Валенсія, Іспанія — 28 березня, 2006,  Льїрія, провінція Валенсія, автономна область Валенсія, Іспанія)[156][157] (ісп.)
- Філіп Хосе Фармер (англ. Philip José Farmer) (26 січня 1918, Терре-Хот Індіана, США — 25 лютого 2009, Піорія, Іллінойс, США)[158] (англ.)
- Джон Рассел Фірн[en] (англ. John Russell Fearn) (25 червня 1908, [[]], Велика Британія — 18 вересня 1960, Велика Британія)[159] (англ.)
- Естер М. Фріснер[en] (англ. Esther M. Friesner) (16 липня 1951, Нью-Йорк, штат Нью-Йорк, США — )[160] (англ.)
- Сіньїчі Хоші (яп. 星 新) (6 вересня 1926, Токіо, Японія — 30 грудня 1997, Токіо, Японія)[161][162](англ.)
- Генрі Райдер Хаґґард (англ. Henry Rider Haggard) (22 червня 1856, Брейденгем[en], графство Норфолк, Англія, Велика Британія  — 14 травня 1925, Мерілебоун, Лондон, Англія, Велика Британія)[163] (англ.)
- Джек Л. Чокер[en] (англ. Jack L. Chalker) (17 грудня 1944, Балтимор, округ Балтимор, штат Меріленд, США — 8 березня 2005, Балтимор, округ Балтимор, штат Меріленд, США)[164] (англ.)
- Чарльз Шеффілд (англ. Charles Sheffield) (25 червня 1935, Кінгстон-апон-Галл, графство Східний Йоркшир, Східний Йоркширський Райдінг,  Англія, Велика Британіяnbsp;— (2 листопада 2002, Сілвер-Спрін, штат Меріленд, США)[165] (англ.)
- Джон Ширлі (англ. John Shirley) (10 лютого 1953, Г'юстон, штат Техас, США —)[166] (англ.)
- Масакі Ямада (яп. 山田正紀) (16 січня, 1950, Нагоя, префектура Айті, Японія)[167][168](англ.)

## Від 1 до 2,5 мільйона слів (від 4 до 10 тисяч сторінок по 250 слів в середньому на кожній)
- Ллойд Александер (англ. Lloyd Alexander) (30 січня, 1924, Філадельфія, штат Пенсильванія, США — 17 травня, 2007, Дрексел-Гілл, штат Пенсильванія, США)[169] (англ.)[170]
- Джеймс Ґ. Баллард (англ. James G. Ballard) (15 листопада 1930, Шанхай, Китай — 19 квітня 2009, Лондон, Англія, Велика Британія)[171] (англ.)
- Ніл Баррет-молодший (англ. Neal Barrett Jr.) (3 листопада 1929, Сан-Антоніо, штат Техас, США — 12 січня 2014, Остін, штат Техас, США)[172] (англ.)
- Елія Барсело (ісп. Elia Barceló) (29 січня, 1957, Ельда,  провінція Аліканте, автономна область Валенсія, Іспанія — )[173] (англ.)[174][175] (ісп.)[176]
- Френсіс М. Басбі-молодший (англ. Francis M. Busby, Jr.) (11 березня 1921, Індіанаполіс, округ Меріон, штат Індіана, США  –  17 лютого 2005, Сієтл, округ Кінг, штат  Вашингтон, США )[64] (англ.)
- Олександр Бєляєв (рос. Александр Романович Беляев) (16 березня 1884, Смоленськ, Смоленська область, Російська Федерація — 6 січня 1942, Пушкін, Ленінградська область, Російська Федерація)[177] (рос.)
- Стефано Бенні (італ. Stefano Benni) (12 серпня , 1947, Болонья, провінція Емілія-Романья, Італія — )[178] (англ.)[179][180]
- Олесь Бердник (укр. Олесь Павлович Бердник) (27 листопада 1926,  Вавилове, Снігурівський район, Миколаївська область, Україна  — 18 березня 2003, Гребені, Кагарлицький район, Київська область, Україна)[181]
- Пітер С. Біґл (англ. Peter S. Beagle) (20 квітня 1939, Мангеттен, Нью-Йорк, штат Нью-Йорк, США  — )[182] (англ.)
- Террі Біссон (англ. Terry Bisson) (12 лютого 1942, Медісонвілль, Кентуккі, США — 10 січня 2024, Берклі, штат Каліфорнія,)[183] (англ.)[184] (англ.)
- Майкл Бішоп (англ. Michael Bishop) (12 листопада 1945, Лінкольн, штат Небраска, США — 13 листопада 2022,Пейн-Маунтін, штат Джорджія, США)[185] (англ.)
- Джеймс Бліш (англ. James Blish) (23 травня 1921, Східний Орендж, штат Нью-Джерсі, США — 30 липня 1975 Генлі-на-Темзі[en], графство Оксфордшир, Англія, Велика Британія)[186] (англ.)
- Джеймс Вайт (англ. James White) (7 квітня 1928, Белфаст, Північна Ірландія, Велика Британія — 23 серпня 1999, Порт-Стюарт[en], Північна Ірландія, Велика Британія)[187] (англ.)
- Джон Варлі (англ. John Varley) (9 серпня, 1947, Остін, штат Техас, США — )[188] (англ.)
- Менлі Вейд Веллмен  (англ. Manly Wade Wellman) 21 травня 1903, Камундонго, [[]], Ангола  —  5 квітня 1986, Чапел-Гілл (Північна Кароліна), штат Північна Кароліна, США)[189] (англ.)
- Марта Веллс (1 вересня 1964, Форт-Ворс, Техас, США —) [190](англ.)[191] (англ.)
- Жуль Верн (фр. Jules Verne) (8 лютого 1828, Нант, департамент Атлантична Луара, регіон Пеї-де-ла-Луар, Франція — 24 березня 1905, Ам'єн, департамент Сомма, регіон Верхня Франція,Франція)[192] (англ.)
- Конні Вілліс (англ. Connie Willis) (31 грудня 1945, Денвер, Колорадо, США)[193] (англ.)
- Роберт Чарльз Вілсон (англ. Robert Charles Wilson) (15 грудня 1953, Віттіер, округ Лос-Анджелес  , Каліфорнія, США — )[194] (англ.)
- Вернор Вінжі (англ. Vernor Vinge) (10 лютого 1944, Вокеша, штат Вісконсин, США — 20 березня 2024, Сан-Дієго, штат Каліфорнія)[195] (англ.)
- Володимир Владко (укр. Володимир Миколайович Владко) (8 січня 1901, Санкт-Петербург, Російська Федерація — 21 квітня 1974, Київ, Україна)[196] (рос.)[197] (рос.)
- Курт Воннеґут-молодший (англ. Kurt Vonnegut, Jr.) (11 листопада 1922, Індіанаполіс, штат Індіана — 11 квітня 2007, Нью-Йорк, штат Нью-Йорк)[198] (англ.)
- Олдос Гакслі (англ. Aldous Huxley) (26 липня 1894, Ґодалмін[en], графство Сарі, Велика Британія — 22 листопада 1963, Лос-Анджелес, штат Каліфорнія, США)[199] (англ.)[200] (англ.)
- Едмонд Гемілтон (англ. Edmond Hamilton) (21 жовтня 1904, Янгстаун, штат Огайо — 1 лютого 1977 Ланкастер, Каліфорнія)[201] (англ.)
- Френк Герберт-молодший (англ. Frank Herbert, Jr) (8 жовтня 1920, Такома, штат штат Вашингтон, США — 11 лютого 1986, Медісон, штат Вісконсин, США)[202] (англ.)
- Роберт Е. Говард (англ. Charles L. Harness) (22 січня, 1906, Пістер[en], штат Техас, США — 11 червня 1936, Кросс-Плейнс, штат Техас, США)[203] (англ.)[204] (англ.)
- Джо Голдемен (англ. Joe Haldeman, 9 червня 1943, Оклахома-Сіті, штат Оклахома, США — )[205] (англ.)
- Борис Гуревич (рос. Георгий Иосифович Гуревич) (24 квітня 1917, Москва, Російська Федерація — 18 грудня 1998, Москва, Російська Федерація)[206] (рос.)
- Вільям Ґібсон (англ. William Gibson) (17 березня 1948, Конвей, Південна Кароліна, США — )[207] (англ.)
- Джордж Ґріффіс (англ. George Chetwynd Griffith) (20 серпня 1857, Плімут, графство Девоншир, Південно-Західна Англія, Англія, Велика Британія —  4 червня 1906 року, Порт-Ерін[en], острів Мен, Велика Британія)[208] (англ.)
- Роальд Даль (норв. Roald Dahl) (13 вересня 1916, Кадіфф, область Кардіфф, Вельс, Велика Британія — 23 листопада 1990, Коді[en], графство Оксфордшир, Південно-Східна Англія, Англія, Велика Британія)[209](англ.)[210] (рос.)
- Аврам Дейвідсон (англ. Avram Davidson) (23 квітня 1923, Йонкерс, Нью-Йорк, США, Міннесота, США  — 8 травня 1993, Бремертон, штат Вашингтон (штат), США)[211] (англ.)
- Лестер дель Рей (англ. Lester Del Rey) (2 червня 1915, Клайдсдейл[en], Саратога тауншип[en], штат Міннесота, США  — 10 травня 1993, Нью-Йорк, штат Нью-Йорк, США)[212] (англ.)
- Реймонд Ф. Джоунз (англ. Raymond F. Jones) (15 жовтня 1915, Солт-Лейк-Ситі, штат Юта, США — 24 січня 1994, Сенді, штат Юта, США)[213] (англ.)
- Пітер Дікінсон (англ. Peter Dickinson) (16 грудня 1927, Лівінгстон, Південна провінція, Замбія — 16 грудня 2015, Вінчестер, графство Гемпшир, Англія, Велика Британія)[214] (англ.)
- Семюел Р. Ділейні (англ. Samuel R. Delany) (1 квітня 1942, Нью-Йорк, штат Нью-Йорк, США — )[215] (англ.)
- Любен Ділов (болг. Любен Дилов) (25 грудня 1927, Червен-Бряг, Плевенська область, Північно-західний регіон, Болгарія — 10 червня, 2008, Софія, Південно-західний регіон, Болгарія)[216][217](англ.)[218] (рос.)
- Томас М. Діш (англ. Thomas M. Disch) (2 лютого 1940, Нью-Йорк, штат Нью-Йорк, США — 4 липня 2008, Де-Мойн, Айова, США)[219] (англ.)
- Валеріо Еванджелісті (італ. Valerio Evangelisti) (20 червня 1952, Болонья, провінція Емілія-Романья, Італія — )[220] (англ.)[221]
- Марґарет Етвуд (англ. Margaret Atwood) (18 листопада 1939, Оттава, провінція Онтаріо, Канада — )[222] (англ.)
- Джордж Алек Еффінджер[en] (англ. George Alec Effinger) (10 січня 1947, Клівленд, штат Огайо, США — 27 квітня 2002, Нью-Орлеан, Луїзіана, США)[223] (англ.)
- Ґреґ Іґен (англ. Greg Egan) (20 серпня 1961, Перт, штат Західна Австралія, Австралія) — )[224] (англ.)
- Генрі Каттнер (англ. Henry Kuttner) (7 квітня 1915, Лос-Анджелес, Каліфорнія, США — 4 лютого 1958, Лос-Анджелес, Каліфорнія, США)[225] (англ.)
- Річард Каупер (англ. Richard Cowper) (9 травня 1926, Ебботбері[en], церемоніальне графство Брайтон, Східний Сассекс, Південно-Східна Англія, Англія, Велика Британія — 29 квітня 2002, штат Мен, США)[226] (англ.)[227](англ.)
- Г'ю Б. Кейв[ru] (англ. Hugh B. Cave) (11 липня, 1910, Честер, Чешир, регіон Північно-Західна Англія, Англія, Велика Британія — 29 жовтня — 2004, Віро-Біч, штат Флорида, США)[228] (англ.)
- Хол Клемент (англ. Hal Clement) (30 травня 1922, Сомервілль, штат Массачусетс, США — 29 жовтня 2003, Мілтон, штат Массачусетс, США)[229] (англ.)
- Стентон А. Кобленц (англ. Stanton A. Coblentz) (24 серпня Сан-Франциско, штат Каліфорнія, США — 6 вересня 1982, Монтерей, штат Каліфорнія, США)[230] (англ.)[231](англ.)
- Дейвід Ґай Комптон (англ. David Guy Compton) (19 серпня, 1930, Брістоль, Англія, Велика Британія —  10 листопада 2022, штат Мен, США)[232] (англ.)
- Роберт Конрой (англ. Robert Conroy) (24 серпня 1938, штат Нью-Джерсі, США — 30 грудня 2014, штат Мічиган, США)[233] (англ.)
- Джеймс С. А. Корі (англ. James S. A. Corey) (Деніел Абрагам і Тай Френк, 1969, США)[234]
- Майкл Ґ. Коуні (англ. Michael G. Coney) (28 вересня 1932, Бірмінгем, Ворикшир, Англія, Велика Британія — 4 листопада 2005, Саанічтон[en], Сентрал-Сааніч, Кепітел, провінція Британська Колумбія, Канада)[235] (англ.)
- Вільям Коцвінкл (англ. William Kotzwinkle) (22 листопада 1938, Скрентон, штат (Пенсильванія, США — )[236] (англ.)
- Майкл Крайтон (англ. Michael Crichton) (23 жовтня 1942, Чикаго, штат Іллінойс, США — 4 листопада 2008, Лос-Анджелес, штат Каліфорнія, США)[237] (англ.)
- Джон Краулі (англ. John Crowley) (1 грудня 1942, Преск-Айл, Мен — )[238] (англ.)
- Едмунд Купер[en] (англ. Edmund Cooper) (30 квітня 1926, Марпл, Великий Манчестер, Північно-Західна Англія, Англія, Велика Британія — 11 березня 1982, Чичестер, графство Західний Сассекс, Південно-Західна Англія, Англія, Велика Британія)[239] (англ.)
- Сьюзен Купер[en] (англ. Susan Cooper) (23 травня 1935, Бьорнгем[en], графство Бакінгемшир, Південно-Східна Англія, Англія, Велика Британія —)[240] (англ.)[241]
- Медлен Л'Енґл (англ. Madeleine L'Engle) (29 листопада 1918, Нью-Йорк, штат Нью-Йорк, США — 6 вересня 2007, Лічфілд, штат Коннектикут, США)[242] (англ.)[243] (англ.)
- Фріц Лайбер-молодший (англ. Fritz Leiber Jr.) (24 грудня 1910, Чикаго, штат Іллінойс, США — 5 вересня 1992, Сан-Франциско, штат Каліфорнія, США)[244] (англ.)
- Станіслав Лем (пол. Stanisław Lem) (12 вересня 1921, Львів, Львівська область, Україна — 27 березня 2006, Краків, Малопольське воєводство, Польща)[245] (англ.)
- Доріс Лессін (англ. Doris Lessing) (22 жовтня 1919, Керманшах, остан Керманшах, Іран, Південно-Східна Англія, Велика Британія — 17 листопада 2013, Лондон, Великий Лондон, Англія, Велика Британія)[246] (англ.)
- Джонатан Летем (англ. Jonathan Lethem) (19 лютого 1964,  Бруклін,  Нью-Йорк, штат Нью-Йорк, США — )[247] (англ.)
- Френк Белкнеп Лон англ. Frank Belknap Long) (27 квітня 1901, Нью-Йорк, Нью-Йорк, США — 3 січня 1994, Мангеттен, Нью-Йорк, Нью-Йорк, США)[248] (англ.)
- Клайв Стейплз Льюїс (англ. Clive Staples Lewis) (29 листопада, 1898, Сікомб[en], метропольне церемоніальне графство Мерсісайд, Белфаст, провінція Ольстер, Північна Ірландія, Велика Британія — 22 листопада 1963, Оксфорд, церемоніальне неметропольне графство Оксфордшир, Північно-Східна Англія, Англія, Велика Британія)[249] (англ.)[250] (англ.)
- Сем Дж. Люндвалл (швед. Sam J. Lundwall) (24 лютого 1941, Стокгольм, Швеція — )[251][252][253] (англ.)
- Джордж Макдональд (англ. George MacDonald) (10 грудня 1824, Гантлі, Абердиншир, Шотландія, Велика Британія — 18 вересня 1905, Ештед, Суррей, Південно-Східна Англія, Велика Британія)[254]
- Петриція Маккіліп (англ. Patricia A. McKillip) (29 лютого 1948, Сейлем, штат Орегон, США — 6 травня 2022, Куз-Бей, штат Орегон, США)[255] (англ.)
- Робін Маккінлі (англ. Robin McKinley) (16 листопада 1952р., Воррен, штат Огайо, США — )[256] (англ.)
- Рафаель Марін-Трешера (ісп. Rafael Marín Trechera) (3 лютого, 1959, Кадіс, провінція Кадіс, автономна область Андалусія, Іспанія — )[257] (англ.)[258]
- Ардас Мейгар (англ. Ardath Mayhar) (20 лютого 1930,  1930 року Тімпсон, штат Техас, США — 1 лютого 2012, Остін, Техас, США)[259] (англ.)
- Чарльз Ерік Мейн (англ. Charles Eric Maine) (21 січня 1921,Ліверпуль, метропольне церемоніальне графство Мерсісайд, регіон Північно-Західна Англія, Велика Британія — 30 листопада 1981, Лондон, Великий Лондон, Велика Британія)[260] (англ.)[261](англ.)[262]
- Даґлас Р. Мейсон[en] (англ. Douglas Mason) (26 вересня 1918, Говарден, Вельс, Велика Британія — 8 серпня, 2013, Брістоль, Англія, Велика Британія)[263] (англ.)
- Ебрахем Мерріт (англ. Abraham Merritt) (20 січня 1884, Беверлі, Нью-Джерсі, США  — 21 серпня 1943, Індіан-Рок, Флорида, США)[264] (англ.)
- Річард Метісон (англ. Richard Matheson) (20 лютого 1926, Аллендейл, штат Нью-Джерсі, США — 23 червня 2013, Лос-Анджелес, штат Каліфорнія, США)[265] (англ.)
- Маргарет Мехі[en] (англ. Margaret Mahy) (21 березня 1936, Факатан, регіон Бей-оф-Пленті, Нова Зеландія — 23 липня 2012, Крайстчорч, регіон Кентербері, Нова Зеландія)[266] (англ.)
- Володимир Михайлов (рос. Владимир Дмитриевич Михайлов) (24 квітня 1929 Москва, Російська Федерація — 28 вересня 2008, Москва, Російська Федерація)[267] (рос.)
- Томас Р. П. Мільке[de] (нім. Thomas R. P. Mielke) (12 березня 1940, Детмольд, земля Північний Рейн-Вестфалія, Німеччина — 31 серпня 2020, Бернау, земля Бранденбург, Німеччина)[268] (англ.)
- Наомі Мітчісон (англ. Naomi Mitchison) (1 листопада 1897, Единбурґ, область Единбурґ], Шотландія, Велика Британія) —  11 січня 1999, Каррадейл, область Арґайл-і-Б'ют, Шотландія, Велика Британія))[269] (англ.)[270] (англ.)[271] (англ.)
- Баррі Н. Молзберґ (англ. Barry N. Malzberg) (24 липня 1939, Нью-Йорк, штат Нью-Йорк, США — )[272] (англ.)
- Вільям Морріс (англ. William Morris) (24 березня 1834, Волтемстоу, Лондон, Великий Лондон, Англія, Велика Британія — 3 жовтня 1896, Лондон, Великий Лондон, Англія, Велика Британія)[273] (англ.)
- Джон Морріссі[en] (англ. John Morressy) (8 грудня, 1930, Бруклін, Нью-Йорк, штат Нью-Йорк, США — 20 березня 2005, Салліван, штат Нью-Гемпшир, США)[274] (англ.)[275] (рос.)
- Джеймс Морроу (англ. James Morrow) (17 березня, 1947, Філадельфія, штат Пенсильванія, США — )[276] (англ.)[277] (рос.)
- Кетрін Л. Мур (англ. Henry Kuttner) (24 січня 1911, штат Індіанаполіс, США — 4 квітня 1987, Голлівуд,, Лос-Анджелес, Каліфорнія, США)[278] (англ.) [279] (англ.)
- Деймон Найт (англ. Damon Knight) (19 вересня 1922, Бейкер, Орегон, США — 15 квітня 2002, Юджин, Орегон, США)[280] (англ.)
- Роберт Нейтен[en] (англ. Robert Nathan) (2 січня 1894, Нью-Йорк, штат Нью-Йорк, США — 25 травня 1985, Лос-Анджелес, штат Каліфорнія, США)[281] (англ.)
- Нільс Е. Нільсен (дан. Niels E. Nielsen) (13 лютого 1924, Сігерслев[da], Сторе Гедінге[da], Зеландія, Данія — 9 листопада 1993, [[]], Данія)[282] (дан.)
- Вільям Ф. Нолан (англ. William F. Nolan) (6 березня 1928, Канзас-Сіті, штат Міссурі, США — 15 липня 2021, Ванкувер, штат Вашингтон, США)[283] (англ.)
- Тім Пауерс (англ. Tim Powers) (29 лютого 1952, Баффало, штат Нью-Йорк, США — ) )[284] (англ.)
- Еміль Петайя (англ. Emil Petaja) (12 квітня 1915, Мілтаун[en], штат Монтана, США —  17 серпня 2000, Сан-Франциско, штат Каліфорнія, США)[285] (англ.)
- Томас Пінчон-молодший (англ. Thomas Pynchon, Jr.) (8 травня 1937, Ґлен-Коув, штат Нью-Йорк, США —)[286] (англ.)
- Едґар Гоффмен Прайс (англ. E. Hoffmann Price) (3 липня, 1898, Фаулер, штат Каліфорнія, США — 18 червня 1988, Редвуд-ситі, штат Каліфорнія, США)[287] (англ.)[288](англ.)
- Крістофер Пріст (англ. Christopher Priest) (14 липня 1943, Чидл[en], Великий Манчестер, Англія, Велика Британія — Розей, Арґайл-і-Б'ют, Шотландія, 2 лютого 2024)[289] (англ.)
- П'єрфранческо Проспері (італ. Pierfrancesco Prosperi) (21 липня, 1945, Болонья, провінція Емілія-Романья, Італія — 26 вересня 2021, Ареццо, провінція Тоскана, Італія)[290][291]
- С. Фаулер Райт (англ. S. Fowler Wright) (6 січня 1874, Смесвік[en], церемоніальне графство Західний Мідленд, Західний Мідленд, Англія, Велика Британія — 25 лютого 1965, Мідгьорст[en], Західний Сассекс, регіон, Південно-Східна Англія, Англія, Велика Британія)[208] (англ.)
- Кіт Рід (англ. Kit Reed) (7 червня 1932, Сан-Дієго, штат Каліфорнія,  США — 24 вересня 2017;, Ла-Кресента-Монтроуз, штат Каліфорнія, США,  США )[292] (англ.)
- Френк М. Робінсон (англ. Frank M. Robinson) (9 серпня 1926, Чикаго, штат Іллінойс, США — 30 червня 2014, Сан-Франциско, штат Каліфорнія, США)[293] (англ.)[294](англ.)
- Джоан К. Роулін (англ. Joanne K. Rowling) 31 липня 1965, Єйт, церемоніальне графство Ґлостершир, Південно-Західна Англія,  Англія, Велика Британіяnbsp;— )[295] (англ.)
- Салман Рушді (англ. Salman Rushdie МФА: [/sælˈmɑːn ˈrʊʃdi/], маратхі सलमान रश्दी, трансліт. Salamāna Raśdī) (19 червня 1947, Мумбаї, Махараштра, Індіяnbsp;— )[296] (англ.)
- Андре Рюеллан[fr] (фр. André Ruellan) (7 серпня 1922, Курбевуа, департамент О-де-Сен, регіон Іль-де-Франс, Франція — 10 листопада 2016, Париж, регіон Іль-де-Франс, Франція)[297](англ.)[298] (фр.)
- Володимир Савченко (укр. Володимир Іванович Савченко) (15 лютого 1933, Полтава, Полтавська область, Україна — 23 січня 2005, Київ, Україна)[299] (рос.)[300] (рос.)
- Анджей Сапковський (пол. Andrzej Sapkowski) (21 червня 1948, Лодзь, Лодзинське воєводство, Польща —)[301] (англ.)
- Майкл Свонвік (англ. Michael Swanwick) (18 листопада 1950, Скенектаді, штат Нью-Йорк, США — )[302] (англ.)[303] (англ.)
- Карен Симонян (вірм. Կարեն Սիմոնյան) (17 березня 1936, Єреван, Вірменія — 9 липня 2018,  Париж, департамент Париж, регіон Іль-де-Франс, Франція)[304] (англ.)[305] (фр.)
- Кліффорд Д. Сімак (англ. Clifford D. Simak) (3 серпня 1904, Мілвілль, Вісконсин, США — 25 квітня 1988, Міннеаполіс, Міннесота, США)[306] (англ.)
- Роберт Дж. Соєр (англ. Robert J. Sawyer) (29 квітня 1960, Оттава, провінція Онтаріо, Канада — )[307] (англ.)
- Теодор Стерджен (англ. Theodore Sturgeon) (26 лютого 1918], Нью-Йорк, Нью-Йорк, США — 1985], Юджин, Орегон, США)[308] (англ.)
- Аркадій Стругацький (рос. Аркадий Натанович Стругацкий) (28 серпня 1925, Батумі, Аджарія, Грузія — 12 жовтня 1991, Москва, Російська Федерація)[309] (рос.)
- Борис Стругацький (рос. Борис Натанович Стругацкий) (15 квітня 1933, Санкт-Петербург, Російська Федерація — 19 листопада 2012, Санкт-Петербург, Російська Федерація)[309] (рос.)
- Джон Тейн[en] (англ. John Taine) (7 лютого, 1883, Пітергед, область Абердиншир, Шотландія, Велика Британія — 21 грудня, 1960, Вотсонвілл, округ Санта-Крус, штат Каліфорнія, США)[310] (англ.)[311](англ.)
- Луї Тіріон[fr] (фр. Louis Thirion) (25 жовтня 1923, Нефшато, департамент Вож, регіон Гранд-Ест, Франція — 10 листопада 2011, Париж, регіон Іль-де-Франс, Франція)[312](англ.)[313] (фр.)
- Іден Філпоттс (англ. Eden Phillpotts) (4 листопада 1862 —  29 грудня 1960, Бродкліст (Broadclyst), Девон, Англія, Велика Британія)[314] (англ.)[315](англ.)[316](англ.)
- Майкл Ф. Флінн (англ. Michael Francis Flynn) (1 липня 1947, Істон, Пенсильванія, США —  30 вересня 2023, Істон, Пенсільванія, США)[317] (англ.)
- Роберт Л. Форвард (англ. Robert L. Forward) (15 серпня 1932, Дженіва, штат Нью-Йорк, США — 21 вересня 2002, Сіетл, штат Вошингтон, США)[318](англ.)[319] (англ.)
- Герберт В. Франке (нім. Herbert W. Franke) (14 травня 1927, Відень, Австрія— 16 липня 2022, Еглінг, земля Баварія, Німеччина)[320] (англ.)
- А. Бертрам Чендлер (англ. A. Bertram Chandler) (28 березня 1912, Олдершот, графство Гемпшир, регіон Південно-Східна Англія, Англія, Велика Британія — 6 червня 1984, Перт, штат Західна Австралія, Австралія)[321] (англ.)
- Роберт Шеклі (англ. Robert Sheckley) (16 липня, 1928, Нью-Йорк, Нью-Йорк, США — 9 грудня, 2005, Пукіпсі, Нью-Йорк, Нью-Йорк, США)[322] (англ.)
- Боб Шо (англ. Bob Shaw) (12 грудня 1931, Белфаст, Північна Ірландія, Велика Британія — 12 лютого 1996, Манчестер, Великий Манчестер, Північно-Західна Англія, Англія, Велика Британія)[187] (англ.)
- Є Юнле (кит.: 叶永烈; піньїнь: Yè Yǒngliè) (30 серпня 1940, Веньчжоу, Чжецзян, Китай — 15 травня 2020, Шанхай, Китай)[323] (англ.)[324] (англ.)

## Від 500 тисяч до 1 мільйона слів (від 2 до 4 тисяч сторінок по 250 слів в середньому на кожній)
- Ліно Альдані (італ. Lino Aldani) (29 березня 1926, Сан-Чипріано-По, провінція Павія, регіон Ломбардія, Італія — 31 січня 2009, Павія, провінція Павія, регіон Ломбардія, Італія)[325][326][327] (рос.)[328] (рос.)[329] (англ.)
- Хесус де Арагон-Сольдадо (ісп. Jesús de Aragón Soldado) (18 березня 1893, Вальсаїн[es] , Сан-Ільдефонсо, провінція Сеговія, автономне співтовариство Кастилія і Леон, Іспанія — 19 квітня 1973, Мадрид, Іспанія)[330]
- Октавія Е. Батлер (англ. Octavia E. Butler) (22 червня 1947, Пасадена, штат Каліфорнія, США — 24 лютого 2006, Санта-Барбара, Лейк-Форест-Парк, штат Вошингтон, США)[331] (англ.)[332]
- Василь Бережний (укр. Василь Павлович Бережний) (26 червня 1918, Бахмач, Чернігівська область, Україна — 19 березня 1988, Київ, Україна)[333]
- Альфред Бестер (англ. Alfred Bester) (18 грудня 1913  м. Мілвокі, штат Вісконсин, м. Нью-Йорк, Нью-Йорк, США — 30 вересня 1987, м. Дойльстаун, штат Пенсильванія, США), США)[334] (англ.)[335]
- Ллойд Біґґл-молодший (англ. Lloyd Biggle Jr.) (17 квітня 1923, Ватерлоо, штат Айова, США —  12 вересня 2002, Енн-Арбор, округ Воштено штат Мічиган, США)[336] (англ.)
- Джон Бойд (англ. John Boyd) (3 жовтня 1919, Атланта, штат Джорджия, США — 8 червня 2013, Дедвуд, штат Орегон, США)[337] (англ.)
- Нельсон С. Бонд (англ. Nelson S. Bond) (23 листопада 1908 м. Скрентон, штат Пенсильванія, м.  США — 4 листопада 2006, м. Роанок, штат Вірджинія, США)[334] (англ.)[335]
- Кшиштоф Борунь (пол. Krzysztof Boruń) (29 листопада, 1923, Ченстохова, Сілезьке воєводство, Польща — 22 травня 2000, Варшава, Мазовецьке воєводство, Польща)[338][339]
- Люсі М. Бостон (англ. Lucy M. Boston) (10 грудня 1892, Сауспорт, метропольне церемоніальне графство Мерсісайд, регіон Північно-Західна Англія, Велика Британія — 25 травня 1990, Гемінфорд-Ґрей[en], графство Кембриджшир, регіон Східна Англія, Велика Британія)[340] (англ.)
- Адольфо Бйой Касарес (ісп. Adolfo Bioy Casares) (15 вересня, 1914, Буенос-Айрес, Аргентина — 8 березня 1999, Росаріо, Аргентина)[341][342](англ.)
- Лі Брекетт  (англ. Leigh Brackett) (7 грудня 1915, Лос-Анджелес, штат Каліфорнія, США — 18 березня 1978, Ланкастер, штат Каліфорнія, США)[343] (англ.)[344] (англ.)
- П'єр Буль (фр. Pierre Boulle) (20 лютого 1912, Авіньйон, департамент Воклюз, регіон Прованс — Альпи — Лазурний Берег, Франція — 30 січня 1994, Париж, Париж, департамент Париж, регіон Іль-де-Франс, Франція)[345] (фр.)[346] (фр.)[347] (англ.)[348] (англ.)
- Черрі Вайлдер[de] (англ. Cherry Wilder) (3 вересня 1930, Окленд, регіон Окленд, Нова Зеландія — 14 березня 2002, Веллінгтон,  регіон Веллінгтон, Нова Зеландія)[349] (англ.)[350] (англ.)
- Аєн Воллес (англ. Ian Wallace) (4 грудня 1912, Чикаго, штат Іллінойс, США — 7 липня 1998, Лас-Вегас, штат Невада, США)[351] (англ.)[352] (англ.)
- Стефан Вуль (фр. Stefan Wul) (27 березня 1922, Париж, департамент Париж, регіон Іль-де-Франс, Франція — 26 листопада 2003, Евре, департамент Ер, регіон Нормандія, Франція)[353] (фр.)[354] (фр.)[355] (англ.)[356] (англ.)
- Моніка Г'юз[en] (англ. Monica Hughes) (3 листопада 1923, Ліверпуль, Церемоніальне графство Мерсісайд, регіон Північно-Західна Англія, Англія, Велика Британія — 7 березня 2005, Едмонтон, провінція Альберта, Канада)[357] (англ.)[358] (англ.)
- Лі Гардін (англ. Lee Harding) (19 лютого 1937, Колак, штат Вікторія, Австралія — 19 квітня 2023, Перт, штат Західна Австралія, Австралія)[359] (англ.)[360] (англ.)
- Анхеліка Городішер (ісп. Angélica Gorodischer) (28 липня, 1928, Буенос-Айрес, Аргентина — 5 лютого 2022, Росаріо, Аргентина)[361]
- Джозеф Л. Ґрін[en] (англ. Joseph L. Green) (14 січня 1931, Компас-Лейк, штат Флорида, США — )[362][363](англ.)
- Сюзетт Гейден Елджин (англ. Suzette Haden Elgin) (22 червня 1947, Джефферсон-Сіті, штат Міссурі, США — 27 січня 2015, Санта-Барбара, Лейк-Форест-Парк, штат Арканзас, США)[364] (англ.)[365]
- Пер К. Єрсільд (швед. Per Jersild) (14 березня 1935, Катрінегольм, Седерманланд, Швеція — )[366][367] (англ.)[368] (англ.)
- Януш А. Зайдель (пол. Janusz A. Zajdel) (15 серпня, 1938, Варшава, Мазовецьке воєводство, Польща — 19 липня 1985, Варшава, Мазовецьке воєводство, Польща)[369][370]
- Італо Кальвіно (італ. Italo Calvino) (15 жовтня 1923, Сантьяго-де-Лас-Вегас, муніципалітет Гавана, Гавана — 19 вересня 1985, Сієна, провінція Сієна], автономна область Тоскана, Італія)[371] (англ.)[372] (англ.)
- Джон В. Кемпбелл-молодший (англ. John W. Campbell, Jr) (8 червня 1910 року, Ньюарк, Нью-Джерсі, штат США — 11 липня 1971 року, Маунтенсайд, штат Нью-Джерсі, США)[373] (англ.)
- Жерар Клайн (фр. Gérard Klein) (27 травня 1937, Нейї-сюр-Сен, департамент О-де-Сен, регіон Іль-де-Франс, Франція — )[374] (фр.)[375]
- Джон Кольєр (англ. John Collier) (3 березня 1901, Лондон, графство та регіон Великий Лондон, Велика Британія — 6 квітня 1980, Лос-Анджелес, штат Каліфорнія, США)[376] (англ.)[377] (англ.)[378]
- Дейвід Дж. Лейк[en] (англ. David J. Lake) (26 березня 1929,Бенгалуру, штат Карнатака, Індія — 31 січня 2016, Брізбен, штат Квінсленд, Австралія))[379] (англ.)[380] (англ.)
- Уґо Малаґуті (італ. Ugo Malaguti) (21 липня, 1945, Болонья, провінція Емілія-Романья, Італія — 26 вересня 2021, Болонья, провінція Емілія-Романья, Італія)[381][382]
- Г. Ворнер Манн (англ. H. Warner Munn) (5 листопада 1903, Атол, штат Массачусетс, США —  10 січня 1981, Такома, штат Вошингтон, США[383] (англ.)[384]
- Джудіт Мерріл (англ. Judith Merril) (21 січня 1923, Бостон, штат Массачусетс, США — 12 вересня 1997, Торонто, провінція Онтаріо, Канада)[385] (англ.)[386] (англ.)
- Пет Мерфі (англ. Pat Murphy) (9 березня 1955, Спокен, штат Вошингтон, США — )[387] (англ.)[388] (англ.)
- Любомир Ніколов (болг. Любомир Николов) (10 січня 1950, Казанлик, Старозагорська область, Південно-східний регіон, Болгарія — 20 липня 2024, Софія, Софійська область, Південно-західний регіон Болгарії, Болгарія)[389][390](англ.)
- Алан Е. Нурс (англ. Alan E. Nourse) (11 серпня 1928, Де-Мойн, Айова, США — 19 липня 1992, Торп, штат Вошингтон, США)[391] (англ.)[392] (англ.)
- Олексій Паншин (англ. Alexei Panshin) (14 серпня 1940, Лансинг, штат Мічиган — 21 серпня 2022,[[]], штат Пенсильванія, США)[393][394] (англ.)
- Том Пардом (англ. Tom Purdom) (19 квітня 1936, Нью-Гейвен, штат Коннектикут — 14 січня 2024)[395] (англ.)
- Богдан Петецький (пол. Bohdan Petecki) (5 липня, 1931, Краків, Малопольське воєводство, Польща — 19 липня 1985, Катовиці, Сілезьке воєводство, Польща)[396][397]
- Доріс Пісерчіа (англ. Doris Piserchia) ((11 жовтня 1928, Фермонт, штат Західна Вірджинія —15 вересня 2021, Гакенсак, штат Нью-Джерсі, США)[398] (англ.)
- Ерік Френк Расселл (англ. Eric Frank Russell) (6 січня 1905, Сангьорст[en], графство Беркшир, Південно-Східна Англія, Англія, Велика Британія — 28 лютого 1978, метропольне церемоніальне графство Мерсісайд, регіон Північно-Західна Англія, Велика Британія)[399] (англ.)
- Рей Рассел (англ. Ray Russell) (4 вересня 1924, Чикаго, штат Іллінойс, США — 15 березня 1999, Лос-Анджелес, штат Каліфорнія, США)[400] (англ.)
- Марта Рендолл (англ. Marta Randall) ( 26 квітня 1948, Мехіко, Мексика — )[401][402] (англ.)
- Річард Г. Ромер (англ. Richard Paul Russo) (24 січня 1924, Гемілтон, провінція Онтаріо, Канада —)[403] (англ.)[404]
- Річард Пол Руссо[en] (англ. Richard Paul Russo) (11 грудня 1954, м. Сан-Хосе, штат Каліфорнія, США — )[405][406] (англ.)
- Віктор Савченко (укр. Віктор Васильович Савченко) (22  березня 1938, Вознесенськ, Миколаївська область, Україна, — 31 серпня 2016, Дніпро, Дніпропетровська область, Україна)[407] (рос.)[408] (рос.)
- Маргарет Сент-Клер (англ. Margaret St. Clair) (17 лютого 1911, Гатчинсон, штат Канзас, США — 22 листопада 1995, Санта-Роза, штат Каліфорнія, США)[409] (англ.)[410] (англ.)
- Сергій Снігов (укр. Сергій Олександрович Снігов, рос. Серге́й Алекса́ндрович Сне́гов) (5 серпня 1910, Одеса, Одеська область, Україна — 23 лютого 1994, Калінінград, Калінінградська область, Російська Федерація)[411] (рос.)
- Джеррі Сол[en] (англ. Jerry Sohl) (2 грудня 1913, Лос-Анджелес, Каліфорнія, США — 4 листопада, 2002, Саузенд Оукс,  штат Каліфорнія, США )[412] (англ.)[413] (рос.)[414] (англ.)
- Олаф Стейплдон (англ. Olaf Stapledon) (10 травня, 1886, Сікомб[en], метропольне церемоніальне графство Мерсісайд, Північно-Західна Англія, Англія, Велика Британія — 6 вересня, 1950, Коді[en], метропольне церемоніальне графство Мерсісайд, Північно-Західна Англія, Англія, Велика Британія)[415] (англ.)
- Мері Стюарт (англ. Mary Stewart) (17 вересня 1916, Сандерленд, графство Дарем, регіон Північно-Східна Англія, Англія, Велика Британія – 10 травня 2014, Лох-Ейв, область Аргайл-і-Б'ют, Шотландія, Велика Британія))[416][417]
- Шон Стюарт (англ. Sean Stewart) (2 червня 1965, Лаббок, штат Техас, США — )[418] (англ.)[419] (англ.)
- Вілсон Такер (англ. Wilson Tucker) (23 листопада 1914, Дір Крік, штат Іллінойс, США — 6 жовтня 2006, Сент-Пітерсбург, штат Флорида, США)[420] (англ.)
- Джеймс Тіптрі-молодший  (англ. James Tiptree Jr.) (24 серпня 1915, Чикаго, Іллінойс, США — 19 травня 1987, Маклін, Вірджинія, США)[421] (англ.)[422] (англ.)
- Анджей Трепка (пол. Andrzej Trepka) (16 березня, 1923, Варшава, Мазовецьке воєводство, Польща — 25 березня 2009, Рихлоциці, Велюнський повіт, Лодзинське воєводство, Польща)[423][424]
- Джордж Тьорнер (англ. George Turner) (Мельбурн, штат Вікторія, Австралія — 8 червня 1997, Балларат, штат Вікторія, Австралія))[425] (англ.)[426] (англ.)
- Джек Фінні (англ. Jack Finney) (2 жовтня 1911  м. Мілвокі, штат Вісконсин, США — 14 листопада 1995, м. Ґрінбреі[en], штат Каліфорнія, США)[427](англ.)[428] (англ.)
- Чарльз Л. Харнесс (англ. Charles L. Harness) (29 грудня, 1915, Колорадо-ситі, штат Техас, США — 20 вересня 2005, Нос-Ньютон, штат Техас, США)[429] (англ.)
- Адам Холланек (пол. Adam Hollanek) (10 жовтня, 1922, Львів, Львівська область, Україна — 28 липня 1998, Закопане, Татранський повіт, Малопольське воєводство, Польща)[430][431]
- Карел Чапек (чеськ. Karel Čapek) (9 січня 1890, Мале-Сватоньовіце[cs], Трутнов,  Краловоградецький край, Чехія — 25 грудня 1938, Прага, Середньочеський край, Чехія)[432][433][434] (англ.)
- Фред Чеппелл[en] (англ. Fred Chappell) (28 травня 1936, Кантон, штат Північна Кароліна, США — 5 січня 2024, ?, штат ?, США)[435] (англ.)[436] (англ.)[437][438]
- Джеймс Г. Шміц (англ. James H. Schmitz) (15 жовтня 1911, Гамбург, земля Гамбург, Німеччина — 18 квітня 1981, Лос-Анджелес), штат Каліфорнія, США)[439] (англ.)[440] (англ.)
- Жак Шпіц[fr] (фр. Jacques Spitz) (1 жовтня 1896, Ґазауе[fr], вілаєт Тлемсен, Алжир — 16 січня 1963, Париж, департамент Париж, регіон Іль-де-Франс, Франція)[441] (фр.)[442] (фр.)[443] (англ.)[444] (англ.)

## Менше 500 тисяч слів (менше 2 тисяч сторінок по 250 слів в середньому на кожній)
- Ян Вайсс (чеськ. Jan Weiss) (10 травня 1892, Їлемнице, округ Семіли, Ліберецький край, Чехія — 7 березня 1972, Прага, Середньочеський край, Чехія)[445][446][447][448] (англ.)
- Адам Вишневськи-Снерг (пол. Adam Wiśniewski-Snerg) (1 січня 1937, Плоцьк, Мазовецьке воєводство, Польща — 30 серпня 1995, Мазовецьке воєводство, Варшава, Польща)[449][450]
- Мері Дж. Енг (англ. Mary J. Engh) (26 січня 1933, м. Маклейнсборо, штат Іллінойс, США — 11 липня 2024, м. Ґарфілд, штат Вошингтон, США)[451][452] (англ.)
- Петер Жолдош (угор. Péter Zsoldos) (20 квітня 1930, Сентеш, медьє Чонград, регіон Південний Великий Альфельд, Угорщина — 26 вересня 1997, Будапешт, Угорщина) [453]
- Марк Кліфтон (англ. Mark Clifton) (24 жовтня 1906, Філадельфія, штат Пенсильванія, США — 25 жовтня 1963, США)[454][455] (англ.)
- Карел Конрад (чеськ. Karel Konrád) (28 березня 1899, Лоуни, Устецький край, Чехія —  11 грудня  1971, Прага, Середньочеський край, Чехія)[456]
- Кетрін Маклін (англ. Katherine MacLean) (22 січня 1925, м. Глен-Рідж, штат Нью-Джерсі, США — 1 вересня 2019, США)[457][458] (англ.)
- Антоніу де Мацедо[pt] (порт. António de Macedo) (5 липня 1931, округ Лісабон, Португалія — 5 жовтня 2017, Лісабон, округ Лісабон, Португалія)[459] (англ.)
- Альваро Менен-Деслеаль[es] (13 березня 1931, Санта-Ана, департамент Санта-Ана, Сальвадор — 6 квітня 2000, Сан-Сальвадор, департамент Сан-Сальвадор, Сальвадор)[460]
- Волтер Міллер-молодший (англ. Walter Miller, Jr) (23 січня 1923, м. Нью-Смірна-Біч, Флорида, США  — 9 січня 1996, м. Дейтона-Біч, штат Флорида, США)[461][462] (англ.)
- Рене Ребетец-Кортес (ісп. René Rebetez Cortés) (1 липня 1933, Субачокуе[es], департамент Кундінамарка, Колумбія — 30 грудня 1999, острів Провіденсія, департамент Сан-Андрес-і-Провіденсія, Колумбія)[463][464] (англ.)
- Артур Селлінз (англ. Arthur Sellings) (31 травня 1921, Танбридж-Вельс[en], графство Кент, Південно-Східна Англія, Англія, Велика Британія — 24 вересня 1968, м. Ворсін[en], графство Сассекс, регіон Північно-Східна Англія, Велика Британія)[465] (англ.)[466] (англ.)
- Джозефін Сакстон[de] (англ. Josephine Saxton) (11 червня 1935, Ґаліфакс, графство Західний Йоркшир, регіон Йоркшир і Гамбер, Англія, Велика Британія — )[467] (англ.)[468] (англ.)[469]
- Юрій Смолич (укр. Юрій Корнійович Смолич) (8 липня 1900, Умань, Черкаська область, Україна — 26 серпня 1976, Київ, Україна)[470]
- Амос Тутувола (англ. Amos Tutuola) (20 червня 1920, Абеокута, штат Огун, Нігерія – 20 червня 1997, Ібадан, штат Ойо, Нігерія)[471][472][473]
- Деніел Фагунва[en] (йоруба Daniel O. Fagunwa) (1903, Іле Олуджі[en], штат Ондо, Нігерія — 7 грудня 1963, Біда, штат Нігер, Нігерія)[474][475][476]
- Чарльз Ґ. Фінні (англ. Charles G. Feeney) (1 грудня 1905, м. Седалія, штат штат Міссурі, США — 16 квітня 1984, м. Піма (англ. Pima), округ Ґрем, штат Аризона, США)[477]
- Звонимир Фуртінгер (хорв. Zvonimir Furtinger) (1912, Загреб, Хорватія — 1986, Загреб, Хорватія)[478][479]